# Скандал око намештања утакмица у грчком фудбалу 2015. године
Грчки фудбалски скандал из 2015. појавио се 6. априла 2015. када је откривен рад тужиоца Аристидиса Кореаса од 173 странице. Прислушкивање телефона којим је управљала Национална обавештајна служба Грчке од 2011. године одиграло је значајну улогу у овом случају. Према закључку тужиоца, чланови Грчке фудбалске федерације Теодорос Куридис и Георгиос Сарис осумњичени су за руковођење криминалном организацијом од 2011. године. Циљ њихове шеме био је да „апсолутно контролишу судбину грчког фудбала методама уцене и преваре“, искоришћавањем самоуправног („аутономног“) статуса националног фудбалске федерације које промовишу ФИФА и УЕФА. У скандал су умешани и судије, судије, фудбалски директори и председници. Сви оптужени су ослобођени свих оптужби.
Од јуна 2015. осумњичене испитује истражни судија Георгиос Андреадис. Андреадис је додао 10 осумњичених на 16 које је предложио тужилац Аристидис Кореас. Судско веће треба да одлучи коме ће се судити.
Димитрис Мелисанидис је саслушан 18. јуна 2015. и пуштен је уз кауцију од 200.000 евра. Такође је приморан да престане да се бави било каквим фудбалским активностима, као и да се мора јављати у полицијску станицу сваких 15 дана.
Дана 30. јуна 2015, генерални секретар УЕФА Ђани Инфантино изјавио је да ће АЕК задржати своје место у Лиги шампиона за то време,

## Правоснажна ослобађајућа пресуда за све оптужене
Трочлани Апелациони кривични суд је 28. јануара 2021. ослободио лидера Панатинаикoca Ианнис Алафоузос  свих оптужби против њега у суђењу 28. Исто се догодило и са свим оптуженима у предмету. Након детаљне анализе свих елемената истраге, од исказа сведока (и контрадикторности на које су наишли) и одбацивања предистражног закључка од стране адвоката оптужених, суд је одлучио да одбаци све оптужбе.
Случај који је трајао скоро шест година и окупирао је грчки фудбал, кварећи репутацију професионалном фудбалу у земљи.